# Death Valley '49
Death Valley '49 è un libro autobiografico di William Lewis Manly che oltre la sua vita descrive le difficoltà che affrontò un gruppo di pionieri, attraversando i deserti del Nevada e della California, durante la corsa all'oro, nel 1849. Questi pionieri venivano chiamati col soprannome di fourtyniner, che significa i quarantanovini e che si potrebbe tradurre in italiano con quelli del '49, intendendo quelli che fecero la corsa dell'oro in California nel 1849. Qui si parla soltanto dell'epico viaggio nel deserto dei pionieri, con poca acqua e poco cibo, per cui si salvarono a stento, ridando il nome Valle della Morte (Death Valley), alla valle dei Timbisha che a quel tempo i coloni chiamavano Deep Valley (Valle Profonda).

## Premessa
In California, il 24 gennaio 1848 James Marshall aveva trovato una miniera d'oro alla segheria di Sutter. Questa ritrovamento aveva richiamato moltissime persone da tutto il mondo. Le persone abbandonavano le loro case e si mettevano in viaggio con le proprie masserizie sui carri dei pionieri trainati da buoi, chiamati wagons, il più noto dei quali era del tipo conestoga.
La cittadina di Salt Lake (lago salato), era l'ultimo avamposto di rifornimento prima del grande salto nel deserto del Nevada e nel deserto della California, della scalata alle montagne della Sierra innevata, fino alle miniere della California. Le partenze di migliaia di persone, da Salt Lake City avvenivano numerose tutto l'anno ad eccezione del periodo invernale per l'impedimento della neve sulla Sierra Nevada. Proprio nel 1847, un gruppo di pionieri guidato da Donner, che era partito tardi, era stato bloccato sui monti da una tempesta di neve, che il aveva sterminati. Ora, nell'Ottobre 1849, appena due anni dopo, un altro gruppo si apprestava a partire in ritardo e per evitare la neve aveva deciso di seguire un itinerario più meridionale, che aggirava la Sierra chiamato Old Spanish Trail (vecchia pista spagnola). Il problema era che questa pista non era mai stata percorsa da carri e che non trovavano nessuno che la conoscesse e facesse da guida.

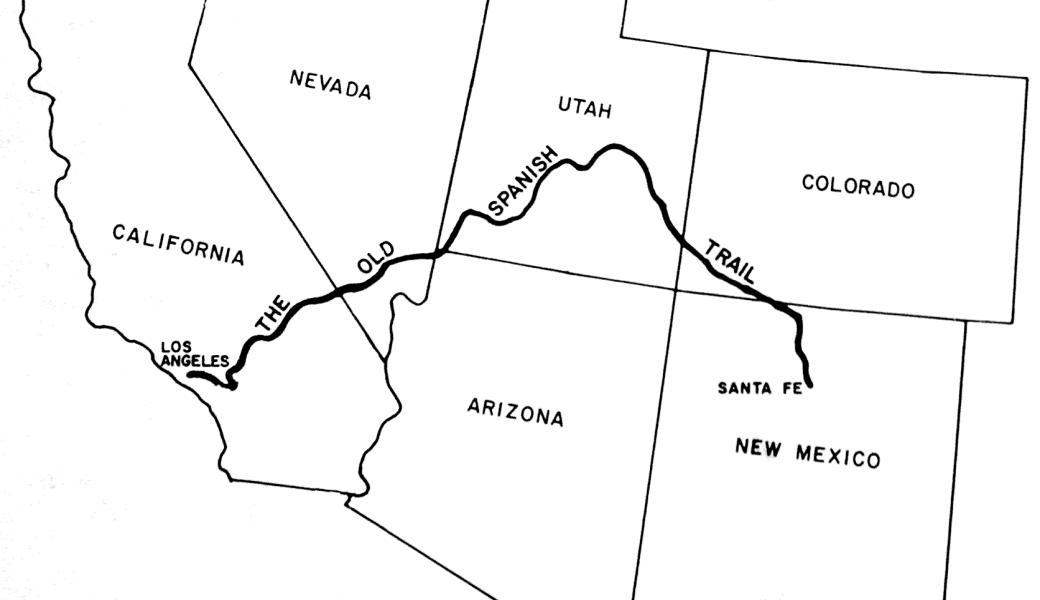
La storica rotta Old Spanish Trail

## Inizio
I primi 15 giorni di cammino sulla vecchia pista spagnola furono lenti, perché il capogruppo, capitano Jefferson Hunt, andava alla velocità del carro più lento del gruppo. Perciò una parte delle persone più impazienti, si lasciò convincere da un giovane che mostrò loro una mappa fatta da John Fremont in uno dei suoi viaggi esplorativi nella zona. Questa mappa mostrava una scorciatoia attraverso il deserto verso un posto chiamato Passo di Walker.

## Il gruppo si divide
Il nuovo itinerario avrebbe accorciato il viaggio di 804 chilometri (500 miglia); così più di 120 famiglie sui loro carri da buoi si decisero a seguire questa nuova pista mentre gli altri carri continuarono lungo la vecchia pista spagnola. Il gruppo si divise vicino a quella che oggi è la città di Enterprise, Utah. Il primo ostacolo che si presentò subito loro fu la ripida parete dilavata di Beaver, un proibitivo calanco sul confine di stato fra Utah e Nevada. La maggior parte delle persone ritornò indietro e riprese la vecchia pista spagnola, ma circa 20 famiglie con i loro carri continuarono nel cammino, attraverso il calanco, spingendo i carri con le leve e tirando in molti con le corde. Mentre le persone impiegavano diversi giorni per tirare su i carri, il giovane che aveva la mappa della scorciatoia e non aveva il carro, era impaziente e lasciò il gruppo. Ora il gruppo era senza mappa ma per tornare indietro avrebbe dovuto calare i carri indietro nel ripido calanco, perciò decise di continuare, pensando che andando semplicemente verso Ovest avrebbe trovato automaticamente il passo di Walker.

## Inizia il deserto
Quindi il gruppo attraversò la zona che attualmente si chiama Panaca, in Nevada e scavalcò il passo di Bennetts verso la valle Del Mar. Per la prima volta rimasero senz'acqua ma la trovarono a Crystal Springs nella valle del Paranagat. Arrivarono sulla sommità di Hancock nella valle di Tikaboo e poi verso il Lago Groom in Nevada centrale.
Qui, dopo un mese di viaggio, iniziò il loro cammino nel deserto. Al lago Groom non sapevano che strada fare. Una parte dei capifamiglia desiderava seguire un noto sentiero indiano a Sud, nella speranza di incontrare una buona fonte d'acqua e foraggio per il bestiame. L'altro gruppo desiderava seguire il programma originale di viaggiare verso Ovest. Anche questo piccolo gruppo si divise e ognuno andò separatamente per l'itinerario che riteneva più confacente però entrambi in cerca d'acqua si rincontrarono ad Ash Meadows, dove si dissetarono per mezzo di una tempesta di neve. Ora avevano davanti quelle che oggi si chiamano Funeral Mountains e le aggirarono verso Sud arrivando a quella che oggi è la congiunzione con la Valle della Morte, l'attuale Death Valley Junction sulla Strada 190. Alla vigilia di Natale del 1849, il gruppo arrivò alle sorgenti del Travertino, situate circa a un chilometro e mezzo (un miglio) da Furnace Creek, circa al centro della Valle della Morte. Un'oasi nel deserto che ha una fonte con un gettito d'acqua di 5000 litri (2.000 galloni) al minuto.

## Viaggio alla cieca

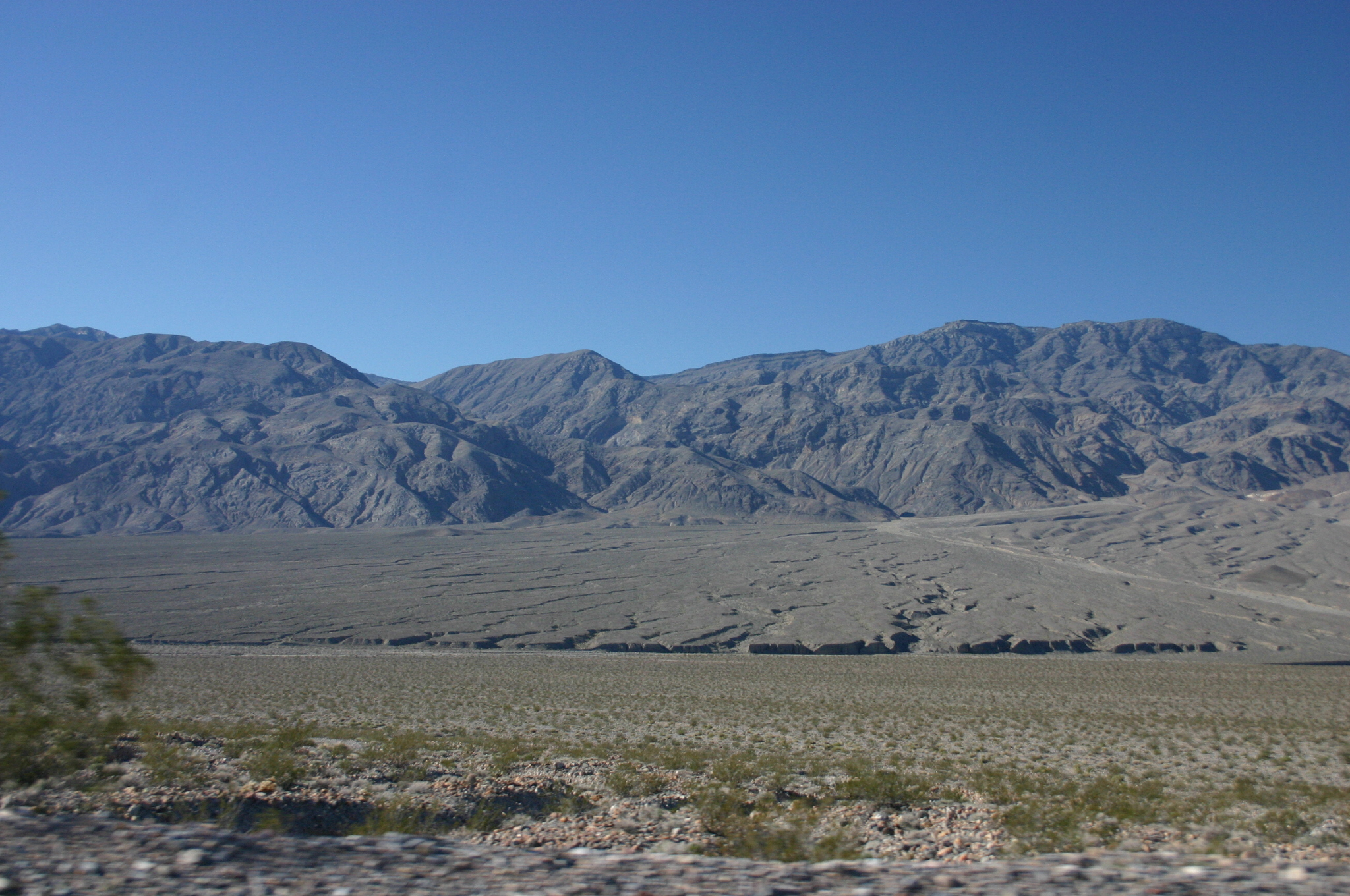
Catena montagnosa del Panamint

I pionieri stavano viaggiando alla cieca nel deserto da circa due mesi dopo aver lasciato la vecchia pista spagnola. I buoi erano deboli a causa della mancanza di foraggio ed i carri erano tutti malandati. Le persone erano stanche e scoraggiate eppure dovevano andare avanti. Il problema ora, erano le montagne torreggianti che si trovavano di fronte e che apparivano loro come una parete impenetrabile, questa era la catena montagnosa del Panamint.

## Un mese nel labirinto

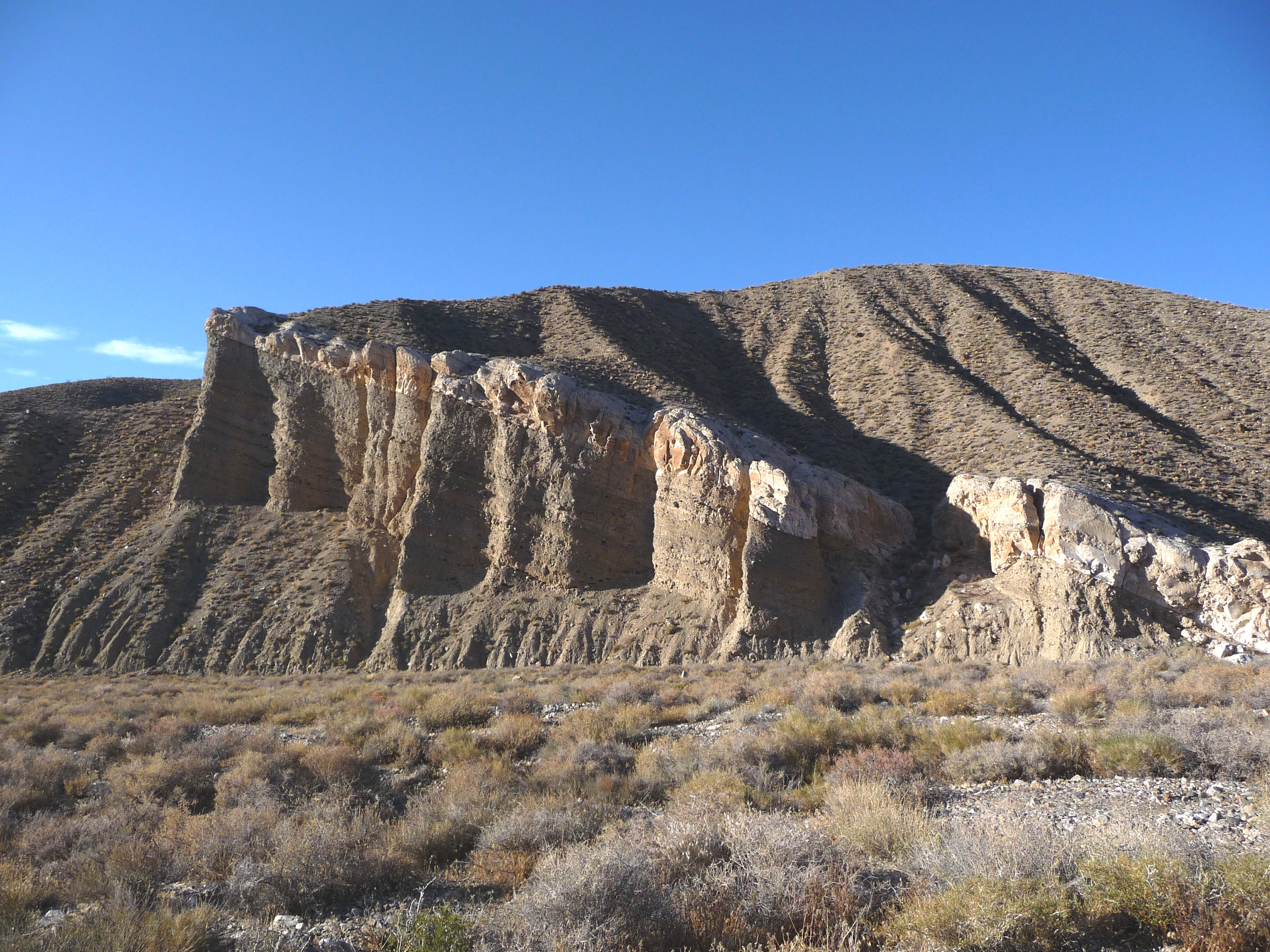
Canyon degli emigranti

Avrebbero dovuto mandare avanti almeno 6 coppie di esploratori giovani per cercare un passaggio verso Ovest. La maggior parte sarebbero finiti nei canaloni senza sbocco della valle ma sicuramente almeno una coppia avrebbe trovato il passaggio, che fra l'altro, avevano proprio a pochi chilometri davanti e oggi si chiama Canyon degli emigranti e che portava fuori dalla Valle della Morte verso Wildrose. Invece cercando un passaggio più a Sud, vagarono con i carri per circa un mese, su e giù per i canaloni della valle sotto a Telescope Peak (pizzo del telescopio). Potevano vedere a poche miglia Telescope Peak che torreggiava il luogo dove volevano andare ma la via era impedita dai calanchi scoscesi. Oltretutto le poche fonti che incontravano erano salate ed erano assetati, intorno a queste fonti non cresceva erba e i buoi erano magrissimi senza foraggio. Quindi tornarono più stremati che mai e si fermarono nei pressi di quella che oggi è Stovepipe Wells (sorgenti del tubo di stufa), vicino alle dune di sabbia che oggi si chiama accampamento dei carri bruciati. Qui fecero il punto della situazione. I buoi cadevano a terra sfiniti e non volevano più camminare, avevano quasi finito le riserve di cibo, c'erano molti bambini che non avrebbero camminato a lungo a piedi, non c'era nessun animale che potessero cacciare per nutrirsi. Si resero conto che non sarebbero più riusciti ad andare avanti verso l'Ovest, la situazione era disperata.

## Un progetto di salvezza

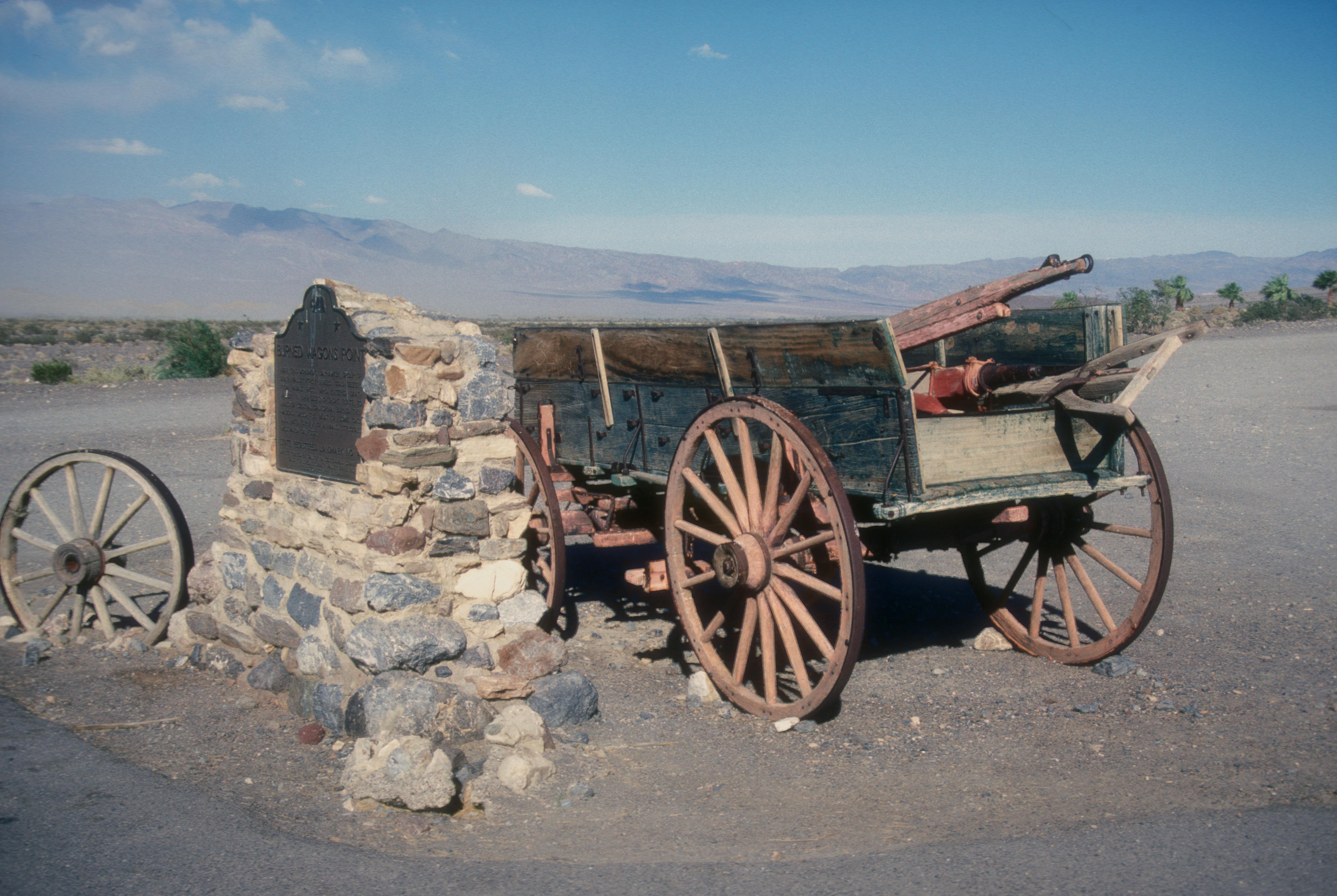
Resti di un carro bruciato per affumicare la carne

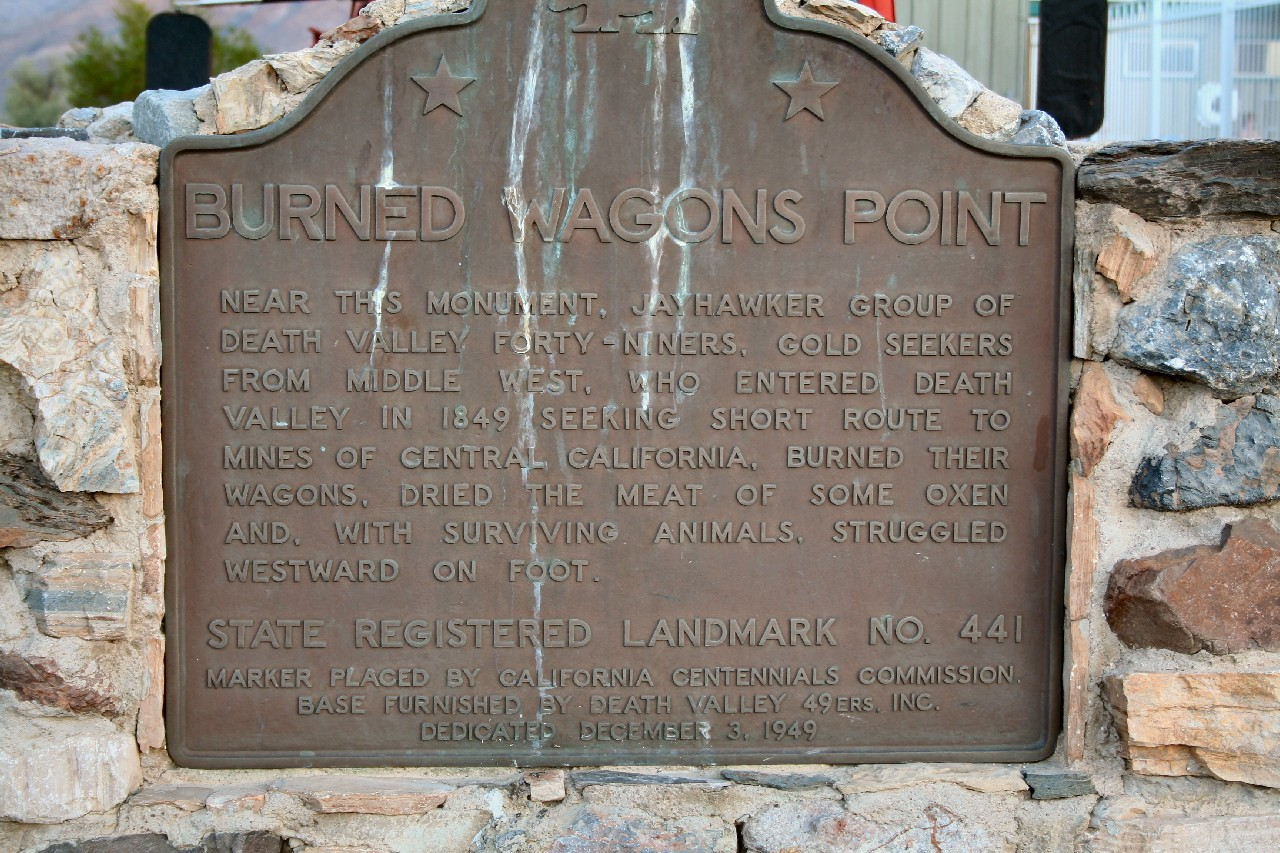
Lapide commemorativa a ricordo dei carri bruciati al pozzo di Stovepipe

Finalmente scelsero due giovani esploratori, William Lewis Manly di 29 anni e John Haney Rogers di 22 anni; ammazzarono un bue che già era stramazzato per terra e bruciarono un carro per affumicarne la carne; così rifornirono di cibo per circa 10 giorni di cammino i due giovani. Li rifornirono anche di due cucchiai di riso a testa, due cucchiai di tè a testa, una tazza d'alluminio e una teiera da un litro a testa, una borraccia fatta legando assieme due latte vuote di cibo a testa, due coltelli e diedero a uno due pistole e all'altro un fucile a doppia canna con munizioni. Infine tutti i soldi che poterono racimolare. Il progetto era che i due avrebbero camminato per dieci giorni verso Ovest, cavalli non ne avevano (sic!), finché avessero incontrato una fattoria presso la quale cercare un aiuto. Supponendo giornate invernali corte, diciamo con 10 ore di luce, potevano fare 10 ore di cammino, ad andatura veloce, diciamo 3 chilometri all'ora, ragionevolmente 30 chilometri al giorno, avevano un raggio d'azione di circa 300 chilometri. Qualcosa avrebbero sicuramente trovato. Più che altro avevano paura di fare brutti incontri con gli indiani.

Manly e Rogers partirono senza caricarsi di nient'altro; per dormire Manly si portò mezza coperta e Rogers disse che avrebbe dormito nel suo cappotto.

## Itinerario di Manly e Rogers

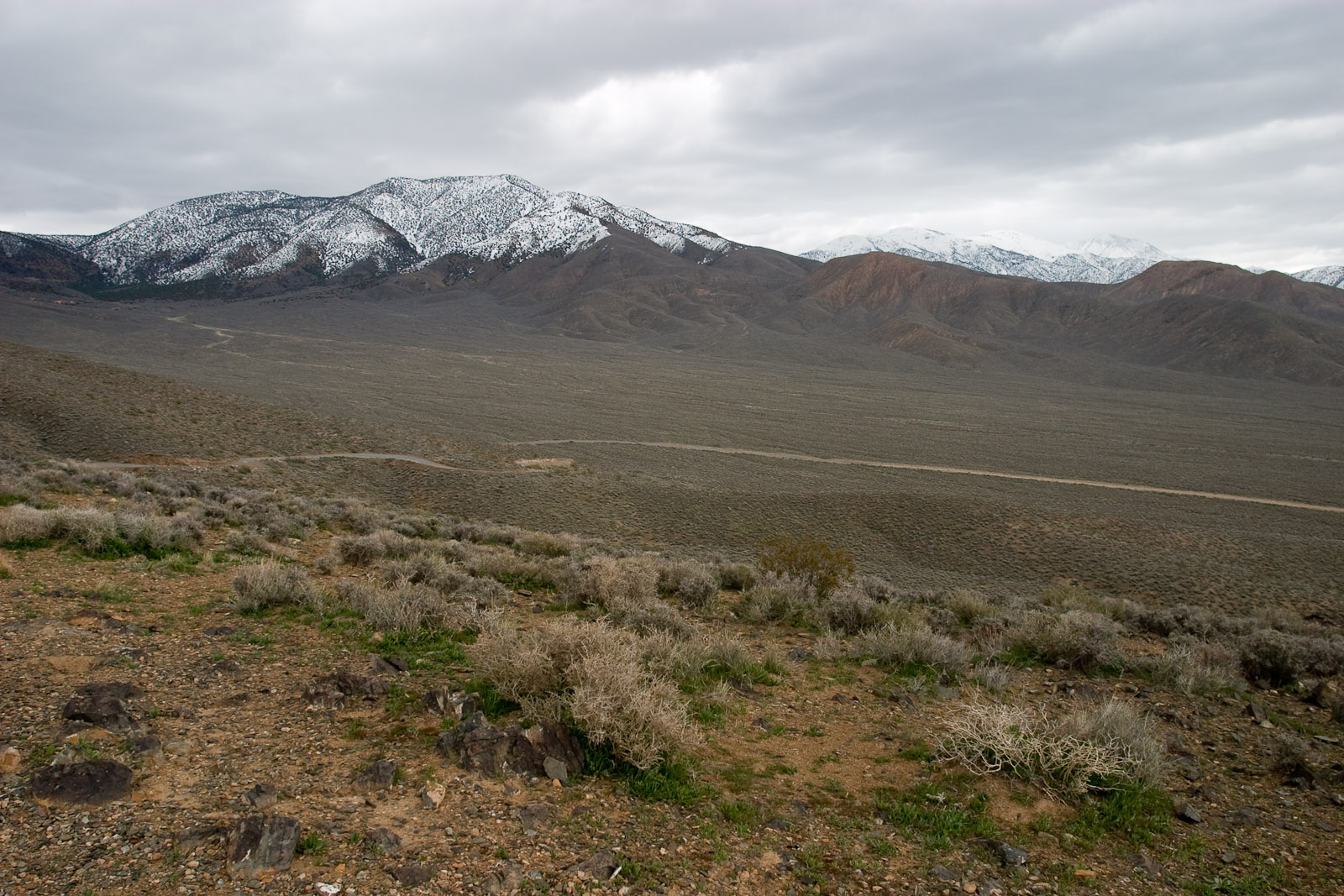
Canalone di Wildrose

Da Stovepipe Wells, i due si arrampicarono verso il passo di Towne e poi girarono a Sud sul passo dell'Emigrante verso il canalone di Wildrose. Dopo la traversata delle montagne ed essere scesi giù nella valle del Panamint, girarono verso Sud e si arrampicarono verso un piccolo passo nella valle del lago di Searles, prima di andare verso la valle dei pozzi indiani vicino alla città attuale di Ridgecrest, in California. Qui videro per la prima volta le Montagne della Sierra innevata. Girarono a Sud, probabilmente seguendo un sentiero e viaggiarono vicino all'itinerario della Highway 14. Senza saperlo hanno aggirato a destra il passo dei Walkers (passo dei camminatori), sulla Highway 178 che porta al Lago Isabella e scende a Bakersfield nella Central Valley, il posto che si erano prefissi di raggiungere quasi tre mesi prima.
Dal passo dei Walkers, entrarono sul pianoro del deserto del Mojave. Questa è una terra piatta e senza riferimenti con pochissime fonti d'acqua. Anche questa volta si sono salvati dal morire di sete per alcune pozze di acqua ricoperte di ghiaccio formatesi per una tempesta di neve recente. Finalmente imboccarono il passo vicino a Palmdale, in California e, seguendo il corso del fiume Santa Clarita, si sono incontrati con bovari spagnoli della fattoria di San Fernando, situata vicino all'attuale Newhall, in California. Per ironia, non molto lontano da San Bernardino, punto di arrivo della pista classica che parte da Salt Lake City. In definitiva per risparmiare 800 chilometri su di una scorciatoia sconosciuta, hanno fatto un largo giro verso Nord per poi ricongiungersi vicino alla stessa pista a Sud, percorrendo circa più del doppio delle miglia che volevano risparmiare.

## Recupero
Manly e Roger aiutati dai bovari spagnoli della fattoria di San Fermando ritornarono indietro a cavallo a recuperare i quarantanovini. Questi ultimi, dopo quasi quattro mesi di disagi e fatiche, abbandonarono i carri e le masserizie per raggiungere la civiltà. Ancor oggi a Stovepipe Wells si può vedere qualche carro di quelli abbandonati. La valle a quel tempo si chiamava Deep Valley (valle profonda) ma lasciandola Manly ci racconta che una donna disse: «Addio, Death Valley». Facendo un gioco di parole fra deep e death, che si pronunciano in modo simile. E da quel giorno questo nome le è rimasto.

## Nota bene
- È necessario notare che di tutte le persone di quel gruppo, una sola morì nella Valle della Morte, una persona anziana chiamata Culverwell, che era già ammalata, prima di partire e che poteva morire in qualsiasi altro viaggio avesse fatto. Il gruppo si salvò per intero, grazie alla camminata di Manly e Rogers e questa bravura dopo quarant'anni divenne leggenda.
- È necessario notare che essendo inverno nella Valle della Morte faceva freddo e sulle montagne intorno nevicava. Perciò nessuno è morto di sete perché bevevano il ghiaccio che si formava sulle pozze d'acqua salata.
- Ancor oggi nella Valle della Morte sono morte poche persone per incidenti banali come cadute accidentali o morte naturale dei minatori dell'epoca e dei quali si trovano poche sparse tombe. Non c'è un cimitero e quindi ironicamente malgrado il suo nome funereo, la Valle della Morte è uno dei pochi posti al mondo dove i morti si possono contare sulla punta delle dita.